# Melica dendroides
Melica dendroides är en gräsart som beskrevs av Johann Georg Christian Lehmann. Melica dendroides ingår i släktet slokar, och familjen gräs. Inga underarter finns listade i Catalogue of Life.